# Beaurepaire (Isère)
Beaurepaire is een gemeente in het Franse departement Isère (regio Auvergne-Rhône-Alpes). De plaats maakt deel uit van het arrondissement Vienne. Beaurepaire telde op 1 januari 2022 5.007 inwoners.

## Geografie
De oppervlakte van Beaurepaire bedroeg op 1 januari 2022 18,46 vierkante kilometer; de bevolkingsdichtheid was toen 271,2 inwoners per km².

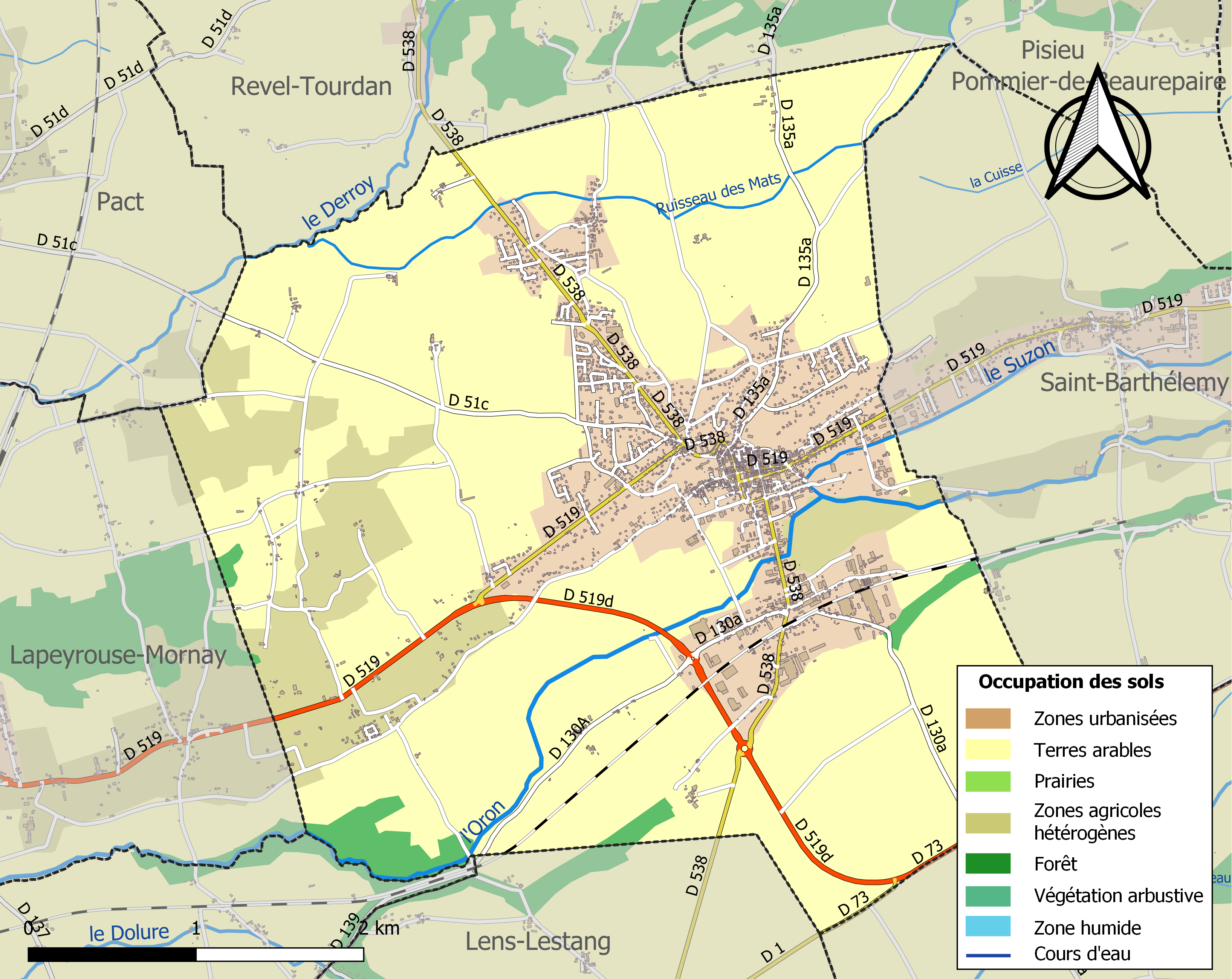
Kaart van de gemeente met de belangrijkste infrastructuur, bodemgebruik en omliggende gemeenten

## Demografie
Onderstaande figuur toont het verloop van het inwonertal (bron: INSEE-tellingen).